# Oliver Hartmann
Oliver Hartmann är en multitalang inom rocken och hårdrocken. Han föddes den 28 juni 1970 i Rüsselheim, Tyskland. Vid tio års ålder tog han sin första gitarrlektion, och vid 19 års ålder var han gitarrist i bandet Heat. Under åren har han jobbat med diverse musikaliska roller för Rhapsody of Fire, Helloween, Edguy, Tobias Sammets Avantasia, At Vance med flera. 2002 lämnade Oliver At Vance och började istället spela in låtar till ett kommande soloalbum där den skapandeprocessen fortgick fram till 2004, mycket på grund av hans fortsatta samarbete med Empty Tremor och Genius. Hans soloalbum Out In The Cold släpptes slutligen 2005 som återspeglar mera klassisk AOR (Adult Oriented Rock). Enligt Oliver själv så finns influenser på nya plattan både från grupper som Whitesnake, Journey och Free men även låtskrivare som David Gray och Billy Joel.

## Diskografi (urval)
- Avantasia – Angels of Babylon (2010)
- Avantasia – The Wicked Symphony  (2010)
- Oliver Hartmann – 3 (2009)
- Avantasia – The Scarecrow (2008)
- Oliver Hartmann – Handmade (2008)
- Oliver Hartmann – Home (2007)
- Edguy – Rocket Ride (2006)
- Helloween – Keeper of the Seven Keys, Part 3 - The Legacy (2005)
- Oliver Hartmann – Out In The Cold (2005)
- Freedom Call – The Circle Of Life (2005)
- Edguy – Hellfire Club (2004)
- Empty Tremor – The Alien Inside (2004)
- Genius – Episode II – (2004)
- Freedom Call – Eternity (2002)
- At Vance – Only Human (2002)
- Genius – Episode I (2006)
- Squealer – Under The Cross (2002)
- Rhapsody of Fire – Rain Of A Thousand Flames (2002)
- At Vance – Dragonchaser (2001)
- Tobias Sammet's – Avantasia 1 & 2 (2001)
- Edguy – Mandrake (2001)
- At Vance – Heart Of Steel (2000)
- At Vance – No Espace (1999)
- Centers – Fortuneteller (1998)
- Centers – Centers (1997)